# Léon Cadène
León Cadène, Léon Antoine de noms de fonts, (La Tor de Querol, 20 de setembre del 1889 - Sant Genís de Fontanes, 18 d'abril del 1964) va ser un general nord-català condecorat.

## Biografia
Entrà a l'exèrcit i el 1916 va ser promogut a oficial d'administració de 2a. classe en el servei d'intendència militar. Durant la primera guerra mundial demanà de ser transferit a l'artilleria, lluità amb distinció i fou greument ferit en combat. El 1919 era a l'11è regiment; fou nomenat capità temporal del 84è regiment d'artilleria i d'aquest passà al 120è regiment d'artilleria pesant. El 1922 obtingué el grau definitiu de capità quan servia al 155 regiment d'artilleria a peu. Des d'aquesta darrera unitat entrà l'Escola Superior d'Intendència de París el 1926, s'hi graduà com a intendent militar adjunt (equivalent a capità d'intendència) el 1928 i va ser destinat a la divisió d'Alger. El 1930 fou nomenat intendent militar de 3a. classe, encara a la divisió d'Alger, el 1933 era a la intendència de Taza (Marroc) i el 1936 va ser ascendit a intendent de 2a. classe (tinent coronel), cap del Servei d'Intendència dels Cossos de Tropa i Pensions de Casablanca, al Marroc francès. De tornada a la metròpoli el 1937, fou destinat al ministeri d'agricultura el 1938 i obtingué el grau d'intendent militar de primera classe el 1939, amb post a la regió de París. Passà posteriorment per Nancy (1944), Estrasburg (1945) i Metz (1946-1947). Va rebre el grau d'intendent general de 2a. classe (general de brigada) el 25 de març de 1945 i amb el grau d'intendent general de 1a. classe (general de divisió) es retirà a Sant Genís de Fontanes, on morí.

Havia estat distingit amb els graus de Cavaller (1919), Oficial (1934), Comandant (1943) i Gran Oficial (1948) de la Legió d'Honor. Durant la Primera Guerra Mundial fou citat a l'ordre del dia de l'exèrcit: 
| «                          | CADENE (Léon), lieutenant au 271e rég. d'artillerie: le 27 d'octobre 1918, l'infanterie étant arrêtée par une mitrailleuse, s'est porté en avant pour la repérer et, trouvant une pièce allemande que l'ennemi venait d'abandonner, l'a retournée et la servant avec l'aide de deux autres officiers, a fait taire la mitrailleuse par un tir directe a moins de mille mètres. | » |
| — Ordre du 6 décembre 1918 | |   |